# (39) Leticia
(39) Leticia es un asteroide que forma parte del cinturón de asteroides y fue descubierto por Jean Chacornac el 8 de febrero de 1856 desde el observatorio de París, Francia. Está nombrado por Lætitia (en latín “alegría”), uno de los epítetos de Ceres, diosa romana de la fertilidad y la abundancia.

## Características orbitales
Leticia está situado a una distancia media de 2,769 ua del Sol, pudiendo acercarse hasta 2,454 ua y alejarse hasta 3,084 ua. Su excentricidad es 0,1139 y la inclinación orbital 10,38°. Emplea 1683 días en completar una órbita alrededor del Sol.